# 双舌千里光
双舌千里光（学名：Senecio biligulatus）为菊科千里光属的植物。分布于锡金、缅甸、尼泊尔、不丹以及中国大陆的西藏等地，生长于海拔3,000米至3,900米的地区，多生在山坡开旷处，目前尚未由人工引种栽培。

## 异名
- Senecio gyirongensis Y. L. Chen et K. Y. Pan
- Senecio jilongensis Y. L. Chen et K. Y. Pan